# الناجية
الناجية قرية في منطقة جسر الشغور في محافظة إدلب في سورية. تقع في منطقة القساطل على طريق حلب - اللاذقية. بلغ عدد سكانها 	4,424 نسمة في عام 2004 حسب إحصاء المكتب المركزي للإحصاء.
تشتهر بزراعة التفاح والزيتون والليمون.